# Ескоріуела
Ескоріуела (ісп. Escorihuela) — муніципалітет в Іспанії, у складі автономної спільноти Арагон, у провінції Теруель. Населення — 185 осіб (2010).
Муніципалітет розташований на відстані близько 230 км на схід від Мадрида, 25 км на північний схід від міста Теруель.

## Демографія
Динаміка населення (INE ):